# Памятник Виктору Цою (Окуловка)
Па́мятник Ви́ктору Цою — скульптура рок-музыканта Виктора Цоя, созданная в 2002 году московским скульптором Алексеем Благовестновым. В июле 2009 года памятник был установлен в Санкт-Петербурге на Невском проспекте рядом с кинотеатром «Аврора» перед презентацией фильма Алексея Учителя «Последний герой» — документальной работы о Викторе Цое. В октябре 2015 года заново открыт в городе Окуловке Новгородской области.

## История
Памятник был изготовлен в 2002 году скульптором Алексеем Алексеевичем Благовестновым в качестве дипломной работы в Московском государственном академическом художественном институте имени В. И. Сурикова. Работа над скульптурой длилась полгода и была защищена на «отлично».
Эта работа была отмечена на Первом конкурсе молодых художников имени П. М. Третьякова в 2004 году в Государственной Третьяковской галерее, Алексей Благовестнов получил первую премию в номинации «Скульптура» конкурса на лучшее реалистическое произведение среди молодых художников.
Когда монумент был закончен, он выставлялся в Москве и Ханты-Мансийске. В Москве не нашлось места для памятника. Вначале планировалось, что он будет установлен на Старом Арбате, недалеко от стены Виктора Цоя (Кривоарбатский переулок), однако из-за недовольства местных жителей, не хотевших большого скопления народа рядом с домом, комиссия по монументальному искусству решила, что памятник не должен стоять в этом месте.

Скульптор Алексей Благовестнов собирает памятник Виктору Цою

Во вторник 21 июля 2009 года состоялась презентация памятника в Санкт-Петербурге на Невском проспекте напротив кинотеатра «Аврора». 
Установка памятника не была согласована с властями города, и поэтому 22 июля работники кинотеатра попросили Алексея Благовестнова убрать его. Фонд «Памяти Виктора Цоя» также не был оповещён о проходившей акции.
Сам фонд в 2009 году был инициатором установки памятника Виктору Цою в Санкт-Петербурге, и этот проект был поддержан и стал курироваться комитетом по культуре города. В связи с этим фонд назвал акцию по временной установке скульптуры Благовестнова возмутительной, так как жители города были введены в заблуждение, приняв её за официальную работу фонда. После этого памятник был перенесён внутрь здания кинотеатра, и был собран только утром 15 августа — в день презентации фильма «Последний герой».

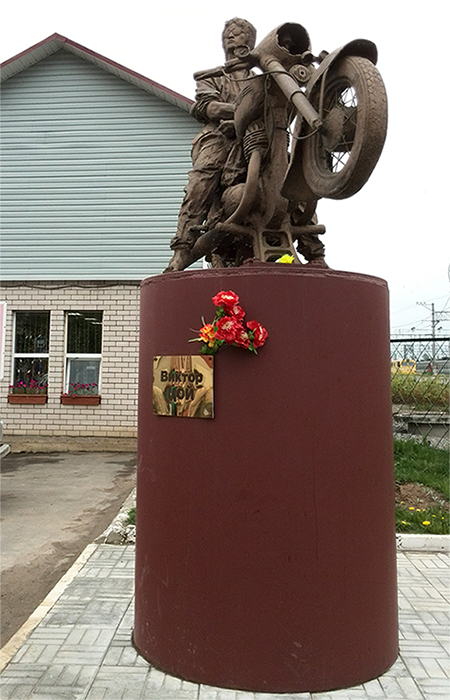
Памятник Виктору Цою в Окуловке

В дальнейшем планировалось, что памятник будет выставляться по городам России, и закончит своё путешествие в Америке в Зале славы рок-н-ролла. Но в 2015 году скульптура была установлена на площади у железнодорожного вокзала в городе Окуловке Новгородской области. Памятник открыли 17 октября 2015 года.

## Описание
Скульптура, которая представляет собой разборную модель, изображает Виктора Цоя в чёрных очках, с закатанными рукавами и босыми ногами. Он сидит на мотоцикле «Ява» 1961 года выпуска с разбитой фарой. По словам самого автора, за основу были взяты кадры из фильма «Игла», когда Виктор Цой сидит в баре в очках и с закатанными рукавами.
Высота памятника — 1,89 м, длина — 2,74 м, ширина — 1,40 м. Вес составляет около полутонны.
Алексей Благовестнов опасался того, что памятник могут разнести на части: «Там спицы есть, очень тонкие детали. В советские времена было такое понятие „дебилоустойчивость“ — нужно, чтобы из произведения ничего не торчало, иначе отпилят. А у моего всё торчит, я сделал на европейский манер. Надеюсь, люди будут сдерживать себя, и не получится, как в Афинском акрополе, куда уже специально привозят куски, чтобы их таскали на сувениры».
Многие были удивлены, почему Виктор Цой изображён на мотоцикле, ведь он предпочитал ездить на машине, и автор работы объяснил, что памятник задумывался живым: «в нём есть энергетика мотоцикл — та мощь, та сила, которая способна оторвать Цоя от стены». Также он говорил, что если делать скульптуру без мотоцикла, то Виктор Цой получается довольно внушительного роста и будет доминировать над смотрящими людьми, чего быть не должно.
Также возникали вопросы, почему Виктор Цой изображён босиком, и Алексей Благовестнов приоткрыл смысл композиции: «Именно нога — это та ахиллесова пята, за которую можно ранить человека, ранить художника, он всегда ранимое существо, хотя он может быть забронирован, сидит в очках, руки воинственно сложены, но на ноги можно наступить и ему будет больно, я хочу чтобы люди понимали что такое боль, не физическая, а духовная и душевная».